# Lispe mirabilis
Lispe mirabilis este o specie de muște din genul Lispe, familia Muscidae. A fost descrisă pentru prima dată de Stein în anul 1918. Conform Catalogue of Life specia Lispe mirabilis nu are subspecii cunoscute.